# Férfi négyesbob a 2010. évi téli olimpiai játékokon

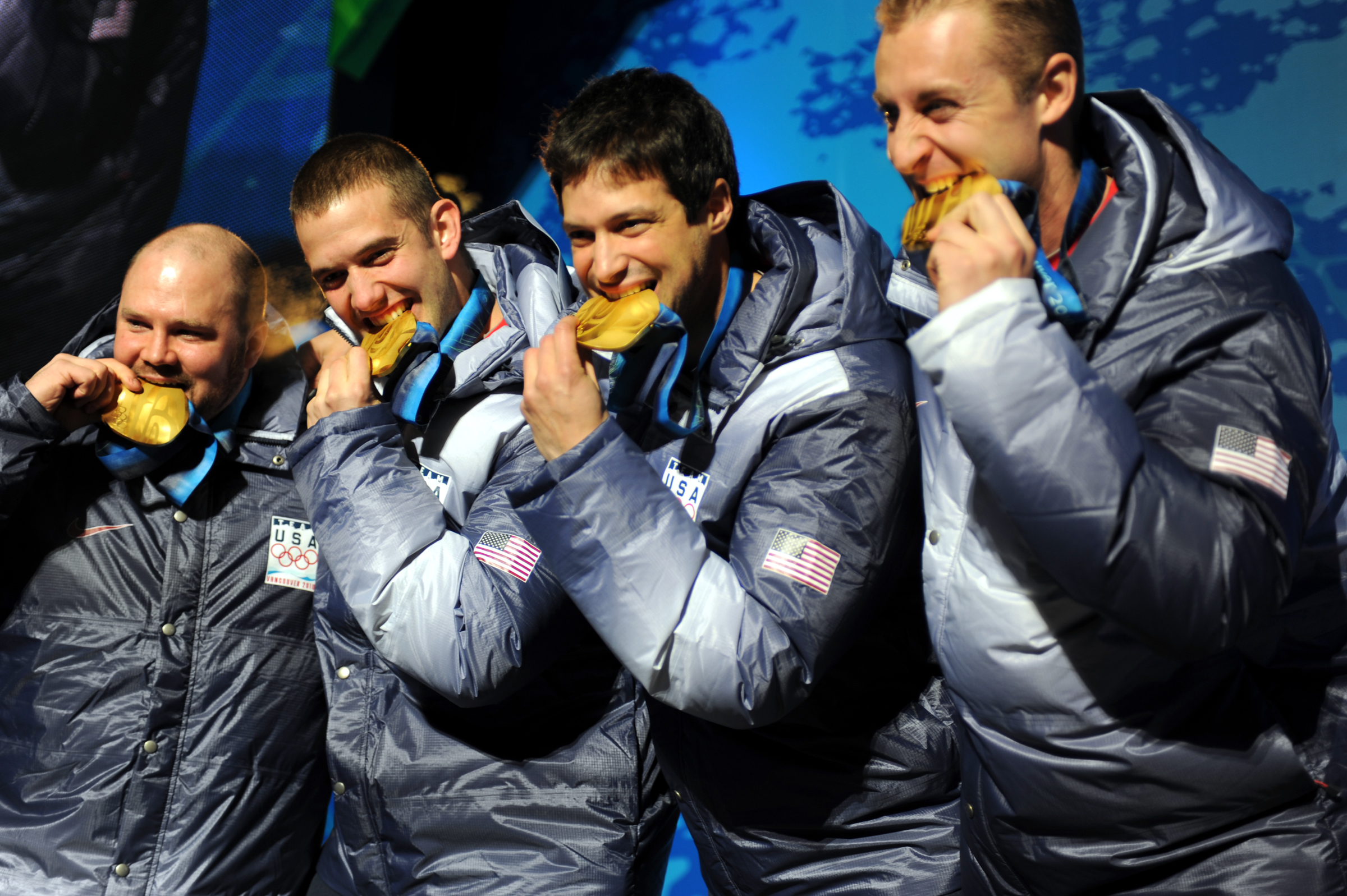
Az USA férfi négyesbob csapata

A 2010. évi téli olimpiai játékokon a bob férfi négyes versenyszámát február 26-án és 27-én rendezték Whistlerben. Az aranyérmet az amerikai Steven Holcomb, Steve Mesler, Curt Tomasevicz, Justin Olsen összeállítású négyes nyerte meg. A versenyszámban nem vett részt magyar csapat.

## Eredmények
A verseny négy futamból állt. A negyedik futamban az első három futam időeredményeinek összesítése alapján az első 20 csapat vehetett részt. A négy futam időeredményének összessége határozta meg a végső sorrendet. Az időeredmények másodpercben értendők. A futamok legjobb időeredményei vastagbetűvel olvashatóak.
| Helyezés | Csapat | 1.           | 2.         | 3.         | 4.    | Össz.         |
| -------- | --- | ------------ | ---------- | ---------- | ----- | ------------- |
| Arany    | Egyesült Államok (USA)-1 · Steven Holcomb · Steve Mesler · Curt Tomasevicz · Justin Olsen                                                                          | 50,89        | 50,86      | 51,19      | 51,52 | 3:24,46       |
| Ezüst    | Németország (GER)-1 · André Lange · Kevin Kuske · Alexander Rödiger · Martin Putze                                                                                 | 51,14        | 51,05      | 51,29      | 51,36 | 3:24,84       |
| Bronz    | Kanada (CAN)-1 · Lyndon Rush · David Bissett · Lascelles Brown · Chris le Bihan                                                                                    | 51,12        | 51,03      | 51,24      | 51,46 | 3:24,85       |
| 4.       | Németország (GER)-2 · Thomas Florschütz · Ronny Listner · Andreas Barucha · Richard Adjei                                                                          | 51,14        | 51,36      | 51,45      | 51,63 | 3:25,58       |
| 5.       | Kanada (CAN)-2 · Pierre Lueders · Justin Kripps · Jesse Lumsden · Neville Wright                                                                                   | 51,27        | 51,29      | 51,50      | 51,54 | 3:25,60       |
| 6.       | Svájc (SUI)-1 · Ivo Rüegg · Beat Hefti · Thomas Lamparter · Cédric Grand                                                                                           | 51,31        | 51,13      | 51,70      | 51,57 | 3:25,71       |
| 7.       | Németország (GER)-3 · Karl Angerer · Andreas Bredau · Alexander Mann · Gregor Bermbach                                                                             | 51,18        | 51,41      | 51,70      | 51,77 | 3:26,06       |
| 8.       | Oroszország (RUS)-3 · Jevgenyij Popov · Alekszej Kirejev · Gyenyisz Moiszejcsenkov · Andrej Jurkov                                                                 | 51,49        | 51,16      | 51,67      | 51,81 | 3:26,13       |
| 9.       | Oroszország (RUS)-1 · Dmitrij Abramovics · Roman Oresnyikov · Szergej Prudnyikov · Dmitrij Sztyopuskin                                                             | 51,32        | 51,40      | 51,78      | 51,75 | 3:26,25       |
| 9.       | Olaszország (ITA) · Simone Bertazzo · Danilo Santarsiero · Samuele Romanini · Mirko Turri                                                                          | 51,57        | 51,38      | 51,62      | 51,68 | 3:26,25       |
| 11.      | Lettország (LAT) · Edgars Maskalāns · Pāvels Tulubjevs · Raivis Broks · Mihails Arhipovs                                                                           | 51,60        | 51,42      | 51,85      | 51,78 | 3:26,65       |
| 12.      | Csehország (CZE)-1 · Ivo Danilevič · Jan Kobián · Jan Stokláska · Dominik Suchý                                                                                    | 51,54        | 51,72      | 51,76      | 51,96 | 3:26,98       |
| 13.      | Egyesült Államok (USA)-3 · Mike Kohn · Nick Cunningham · Jamie Moriarty · Bill Schuffenhauer                                                                       | 51,69        | 51,42      | 52,10      | 52,11 | 3:27,32       |
| 14.      | Lengyelország (POL) · Dawid Kupczyk · Paweł Mróz · Marcin Niewiara · Michał Zblewski                                                                               | 51,94        | 51,96      | 52,35      | 52,28 | 3:28,53       |
| 15.      | Románia (ROU) · Nicolae Istrate · Florin Cezar Craciun · Ionuț Andrei · Ioan Dănuț Dovalciuc                                                                       | 52,05        | 52,00      | 52,34      | 52,50 | 3:28,89       |
| 16.      | Csehország (CZE)-2 · Jan Vrba · Martin Bohmann · Ondřej Kozlovský · Miloš Veselý                                                                                   | 52,00        | 52,09      | 52,43      | 52,61 | 3:29,13       |
| 17.      | Nagy-Britannia (GBR) · Allyn Condon · John Jackson · Henry Nwume · Dan Money                                                                                       | 51,53        | 54,29      | 52,24      | 52,15 | 3:30,21       |
| 18.      | Szerbia (SRB) · Vuk Rađenović · Milos Savic · Igor Šarcevic · Slobodan Matijevic                                                                                   | 52,37        | 52,40      | 52,84      | 52,74 | 3:30,35       |
| 19.      | Dél-Korea (KOR) · Kang Kvangbe · I Dzsinhi · Kim Tonghjon · Kim Dzsongszu                                                                                          | 52,76        | 52,53      | 52,92      | 52,92 | 3:31,13       |
| 20.      | Horvátország (CRO) · Ivan Šola · Slaven Krajačić · Mate Mezulić* · Igor Marić · Andras Haklits* · * Mezulić az 1–2. futamban, Haklits a 3–4. futamban versenyzett. | 52,58        | 52,69      | 53,15      | 53,11 | 3:31,53       |
|          | |              |            |            |       |               |
| 21.      | Japán (JPN) · Szuzuki Hirosi · Doigava Sindzsi · Mijaucsi Maszaru · Kobajasi Rjúicsi                                                                               | 52,09        | 54,16      | 52,53      | –     | 2:38,78       |
| –        | Szlovákia (SVK) · Milan Jagnešák · Martin Tešovič · Marcel Lopuchovský · Petr Narovec                                                                              | 55,25        | nem indult | –          | –     | nem ért célba |
| –        | Ausztria (AUT) · Wolfgang Stampfer · Christian Hackl · Jürgen Mayer · Johannes Wipplinger                                                                          | 53,64        | nem indult | –          | –     | nem ért célba |
| –        | Oroszország (RUS)-2 · Alekszandr Zubkov · Filipp Jegorov · Pjotr Moiszejev · Dmitrij Trunyenkov                                                                    | 52,52        | nem indult | –          | –     | nem ért célba |
| –        | Egyesült Államok (USA)-2 · John Napier · Chris Fogt · Steve Langton · Chuck Berkeley                                                                               | 51,30        | 53,41      | nem indult | –     | nem ért célba |
| –        | Svájc (SUI)-2 · Daniel Schmid · Alex Baumann · Christian Aebli · Roman Handschin                                                                                   | visszalépett | –          | –          | –     | –             |